# Disco House
Disco House ist eine Stilart der Elektronischen Tanzmusik. Sie verbindet den Sound der modernen House-Musik mit Elementen der klassischen Disco-Musik.

## Geschichte
Ende der 1980er Jahre experimentierte Joey Negro. Er wollte den klassischen Disco Sound mit Hilfe moderner Technik nachbauen. Erstmals wurde dieser neue Sound der breiten Öffentlichkeit von Black Box zugänglich gemacht, mit ihren Hit Ride on Time aus dem Jahre 1989. Dieser Titel war eine Cover von Love Sensation von Loleatta Holloway aus dem Jahre 1980. Im Jahre 1999 erreichte dieser Stil mit dem Titel „New York City Boy“ der Pet Shop Boys endgültig die Tanzlokale. Im Anschluss ging es direkt mit Spillers Groovejet und Modjos Lady in den Jahren 2000 und 2001 weiter. Im Anschluss, nach ca. drei Jahren, verebbte der kurze Boom und es gab nur noch vereinzelte Titel z. B. von den Disco Boys.

## Kombinationsmöglichkeiten
Es gibt vier Möglichkeiten die Disco-Musik mit der House-Musik zu verbinden:
- Cover - z. B. September von Phats & Small, das Original ist von Earth, Wind and Fire
- Sampling - z. B. Happiness von Binni & Martini, das Original ist I need you von Sylvester
- Remix - z. B. Dreamin von Jazz-N-Grove, das Original ist Dreamin von Loleatta Holloway
- Neu, aber angelehnt - z. B. New York City Boy von den Pet Shop Boys, inspiriert von den Village People

## Bekannte Interpreten
- DJ Tonka
- Kenny Dope
- Milk & Sugar
- Mousse T.
- Phats & Small
- Spiller
- Shakatak
- The Disco Boys
- Purple Disco Machine